# Augyles holdhausi
Augyles holdhausi is een keversoort uit de familie oevergraafkevers (Heteroceridae). De wetenschappelijke naam van de soort is voor het eerst geldig gepubliceerd in 1907 door Mamitza.